# Olympische Winterspiele 2002/Teilnehmer (Moldau)
| Gelbes Symbol für Goldmedaillen mit stilisierten Olympischen Ringen | Graues Symbol für Silbermedaillen mit stilisierten Olympischen Ringen | Braundes Symbol für Bronzemedaillen mit stilisierten Olympischen Ringen |
| ------------------------------------------------------------------- | --------------------------------------------------------------------- | ----------------------------------------------------------------------- |
| —                                                                   | —                                                                     | —                                                                       |

Die Republik Moldau nahm 2002 zum dritten Mal an Olympischen Winterspielen teil. Das Land entsandte, die in drei Disziplinen antraten. Der Skilangläufer Ion Bucsa fungierte bei der Eröffnungsfeier als Fahnenträger.
In die Schlagzeilen kam das Land, als der deutsche Moderator Stefan Raab versuchte, für das Land im Skilanglauf anzutreten. Letzten Endes erteilte das Nationale Olympische Komitees Moldawiens Raab aber eine Absage.

## Übersicht der Teilnehmer

### Biathlon
Frauen
- Valentina Ciurina
7,5 km Sprint: 51. Platz (23:49,7 min)
10 km Verfolgung: 48. Platz (38:19,7 min)
15 km Einzel: 62. Platz (58:40,8 min)

Männer
- Mihail Gribușencov
10 km Sprint: 83. Platz (30:02,2 min)
20 km Einzel: 84. Platz (1:05:58,5 h)

### Rodeln
Männer, Einsitzer
- Liviu Cepoi
38. Platz (3:07,943 min)

### Skilanglauf
Frauen
- Elena Gorohova
1,5 km Sprint: 55. Platz (3:43,82 min, Qualifikation)
15 km Freistil: Aufgabe

Männer
- Ion Bucsa
30 km Freistil: 67. Platz (1:32:48,9 h)